# Merry Gang
Merry Gang (Muntra gänget) var en grupp manliga aristokrater vid det engelska hovet under Karl II av England på 1660-talet. Under ledning av John Wilmot, 2:e earl av Rochester ägnade de sig åt återskapa en medeltida manlig könsroll från Henrik II:s regeringstid. 
De agerade som mecenater för konstnärer, och stödde bland annat John Dryden och Nathaniel Lee, men de ägnade sig också åt att förespråka och utöva libertinism och dryckenskap. De ställde till en hel del skandaler, då deras uppfattning om libertinism och yttrade sig i våldtäkter mot kvinnor, mord och slagsmål med stadens vaktstyrkor (den tidens polismakt), i enlighet med deras ideal om medeltiden, då adelsmän inte hade ställts till svars för sådana handlingar. 
Kung Karl II var själv inte medlem i gruppen, men han var ofta överseende mot dem och benådade oftast de övergrepp de gjorde sig skyldiga till. Klubbens inflytande upplöstes under 1670-talet, då ett nytt ideal om ett kultiverat och mer civiliserat uppträdande för män började förespråkas vid hovet.